# Jim Younger
James Hardin Younger (1848. – 1902.) bio je jedan od braće Youngera i član James-Youngerove bande.
Rođen je 15. siječnja 1848. u Missouriju kao deveto od četrnaest djece Henryja Washingtona Youngera i Bershebae Leighton Fristoe. Zajedno s bratom Coleom pridružuje se konfederacijskoj vojsci u am. građanskom ratu. Kasnije biva zarobljen od strane Unije sve do kraja rata. Nakon brojnih neuspjelih pokušaja da vodi svoj vlastiti ranč, pridružuje se James-Youngerovoj bandi. Poslije smrti Johna Youngera u okršaju s detektivima, odlazi iz bande i sljedeće 2 godine radi na ranču u Kaliforniji. U bandu se vraća 1876. da bi iste godine bio uhvaćen zajedno s bratom Coleom zbog pljačke banke u Northfieldu u Minnesoti. 1901. pomilovan je zajedno s Coleom. Zaručio se s Alix Mueller koju je upoznao u zatvoru, no zbog nemogućnosti da se njome i oženi (prekršio bi dogovor o pomilovanju), čini samoubojstvo 19. listopada 1902. Njegovo tijelo vraćeno je u Lee Summit u Missouriju.